# Svi najveći hitovi 1983-1990
Svi najveći hitovi 1983-1990 deveti je po redu album hrvatskog pop sastava Magazina i prvi kompilacijski album. Izašao je 1990. godine. Objavila ga je diskografska kuća Jugoton. Objavljen je na dvostrukom LP-u, CD-u i kazeti.

## Popis pjesama
Prvih sedam pjesama je na A strani, a drugih sedam na B strani prvog dijela albuma. Po šest pjesama je na A i B strani drugog dijela albuma.
| Br. | Skladba                                                  | Trajanje |
| --- | -------------------------------------------------------- | -------- |
| 1.  | »Kako sam te samo voljela (Bog neka ti oprosti grijehe)« |          |
| 2.  | »Dva zrna grožđa«                                        |          |
| 3.  | »Ti si želja mog života«                                 |          |
| 4.  | »Tri sam ti zime šaptala ime«                            |          |
| 5.  | »Piši mi«                                                |          |
| 6.  | »Suze krijem, one padaju«                                |          |
| 7.  | »Ej, ponoći«                                             |          |
| 8.  | »Put putujem«                                            |          |
| 9.  | »Idi«                                                    |          |
| 10. | »Ivana«                                                  |          |
| 11. | »Besane noći«                                            |          |
| 12. | »Sijaj zvijezdo Danice«                                  |          |
| 13. | »Opusti se«                                              |          |
| 14. | »Što te nema, bar da svratiš«                            |          |
| 15. | »Sve bi seke ljubile mornare«                            |          |
| 16. | »Pa nek' živi rad«                                       |          |
| 17. | »Tamara«                                                 |          |
| 18. | »Amadeus«                                                |          |
| 19. | »Istambul«                                               |          |
| 20. | »Ljube se dobri, loši, zli«                              |          |
| 21. | »Kad u vojsku pođeš«                                     |          |
| 22. | »Kokolo«                                                 |          |
| 23. | »Sve bi me curice ljubile (lažeš... garant)«             |          |
| 24. | »Rano, ranije«                                           |          |
| 25. | »Igraju, igraju«                                         |          |
| 26. | »Propjevat će svi«                                       |          |